# Odysseus, voyage au cœur des ténèbres
Pour plus de détails, voir Fiche technique et Distribution.
Odysseus, voyage au cœur des ténèbres (Odysseus & the Isle of Mists) est un téléfilm d'aventure fantastique britannique, coproduit avec le Canada et la Roumanie, réalisé par Terry Ingram et diffusé le 12 avril 2008 sur Sci-Fi Channel.

## Synopsis
Ulysse, roi d'Ithaque, est resté loin de chez lui pendant vingt ans. Il a passé les dix premières années dans les guerres de
Troie avant de rentrer chez lui. Parmi ses aventures, il y a le conte qu'Homère trouva trop terrifiant de raconter...
Le livre manquant de l'Odyssée est connu sous le nom de l'Île des brumes...

## Fiche technique
- Titre : Odysseus, voyage au cœur des ténèbres
- Titre original : Odysseus & the Isle of Mists
- Réalisation : Terry Ingram
- Scénario : Brook Durham, avec l'aide de Kevin Leeson
- Coproducteurs : Kim Arnott et Lindsay MacAdam
- Producteur : Jamie Goehring
- Producteur associé : Oliver De Caigny
- Producteur exécutif : Kirk Shaw, Richard D. Titus et Tavin Marin Titus
- Directeur de production : Kevin Leslie
- Musique : Michael Richard Plowman
- Photographie : C. Kim Miles
- Montage : Gordon Williams
- Casting : Judy Lee et Laura Toplass
- Concepteurs des décors : James Hazell
- Directeur artistique : Erin Sinclair
- Décors : Gail Luining
- Costumes : Beverly Wowchuk
- Budget : 1 100 000 £
- Société de production : Insight Film Studios - Plinyminor UK
- Société de distribution : Omni Releasing - Sunfilm Entertainment
- Pays d'origine :  Royaume-Uni /  Canada /  Roumanie
- Langue : Anglais
- Formats : 1,78 : 1 | Couleur Eastmancolor | 35 mm
- Son : Dolby Stereo
- Genre : Aventure, Fantastique
- Durée : 88 minutes
- Date de sortie :  États-Unis 15 février 2008

## Distribution
- Arnold Vosloo : Ulysse
- Steve Bacic : Eurylochus
- JR Bourne : Périmédès
- Stefanie von Pfetten : Perséphone
- Randal Edwards (arz) : Homère
- Leah Gibson (en) : Pénélope
- Sonya Salomaa : Athena
- Perry Long : Homère âgé
- Michael Antonakos : Christos

## Version française
- Société de doublage : NDE Production
- Direction artistique : Antony Delclève
- Adaptation des dialogues : Frédéric Alameunière
- Enregistrement et mixage :